# Michel Dejouhannet
Michel Dejouhannet (né le 5 juillet 1935 à Châteauroux et mort le 11 janvier 2019 au Poinçonnet,) est un coureur cycliste français. Il a participé au Tour de France 1959 dans l'équipe Centre-Midi et a remporté l'étape La Rochelle-Bordeaux.

## Palmarès
- 1956
  - 3e du Circuit des Deux Ponts
- 1957
  - 5e et 7e étapes de la Route de France
  - 7e étape du Critérium du Dauphiné libéré
  - 2e du Circuit de la Vienne
- 1958
  - 2e étape du Tour de l'Aude
  - 4e étape du Circuit d'Aquitaine
- 1959
  - Circuit de l'Indre
  - 8e étape du Tour de France
- 1960
  - 4e étape de Paris-Nice
- 1961
  - 3e du Grand Prix de Nice
- 1965
  - Boucles du Bas-Limousin
- 1968
  - Circuit de la vallée de la Creuse
- 1969
  - 3e du Circuit des Deux Ponts

## Résultats sur les grands tours

### Tour de France
1 participation
- 1959 : hors délais (13e étape), vainqueur de la 8e étape